# Noche de luna en el Dniéper
Noche de luna en el Dniéper (en ruso: Ночь на Днепре; en ucraniano: Місячна ніч на Дніпрі) es una pintura al óleo sobre lienzo del artista ruso Arjip Kuindzhi, de 1880. La pintura es parte de la colección de la Museo Estatal Ruso, en San Petersburgo.

## Descripción
La pintura muestra las orillas del río Dniéper de noche, bajo la luz de la luna llena. El horizonte está muy bajo, de modo que gran parte de la pintura está ocupada por el cielo. La luz de la luna se refleja en el río.
El motivo de la noche iluminada por la luna en el Dniéper fue repetido y variado varias veces por Kuindzhi. Otras versiones se encuentran en la Galería Tretiakov de Moscú, el Museo de Arte de Simferópol, la Pinacoteca P. M. Dogadin de Astracán, el Museo Nacional de Arte de Bielorrusia y la Galería de Arte del Museo Nacional de Kiev.

## Historia
Kuindzhi comenzó a trabajar en la pintura durante el verano y el otoño de 1880. Tras iniciar el proceso de pintura, abrió su estudio al público durante dos horas cada domingo para quienes desearan verlo trabajar. Incluso antes de su exposición pública, el gran duque Constantino Constantínovich Románov la adquirió del taller. Varios corresponsales y amigos de Kuindzhi visitaron el estudio mientras trabajaba en la pintura para verla. Entre ellos, se encontraban Iván Turguénev, Yákov Polonski, Iván Kramskói y Dmitri Mendeléyev.
Cuando la pintura se expuso, lo hizo en la sala de la Sociedad Imperial de Fomento de las Artes en San Petersburgo. Kuindzhi prestó especial atención a la iluminación de sus cuadros y tomó precauciones adicionales con Noche de luna en el Dniéper. La pintura se colocó en una pared, se bajaron las cortinas de las ventanas para bloquear la luz exterior y se centró en la pintura con una luz artificial para acentuar sus características. Inusualmente, Noche de luna en el Dniéper fue la única pintura de la exposición, lo que resultaba aún más extraño por su aparente humildad. Era bastante pequeña y representaba simplemente un paisaje. Aun así, se formó una multitud afuera, formando una larga fila para ver la pintura, y los visitantes tuvieron que entrar en grupos para evitar aglomeraciones. Según algunos relatos, los visitantes creían que la pintura estaba iluminada desde atrás con una lámpara debido al realismo de la luz de la luna, y buscaron la fuente de luz durante la exposición.
Al gran duque le gustó tanto el cuadro que después de la exposición de 1880 a 1882 lo llevó consigo en un largo viaje por mar. Durante una estancia en París, el cuadro se expuso durante diez días en la Galería Sedelmeyer, donde fue elogiado por la crítica. Posteriormente, el cuadro se conservó en la colección del Gran Duque en el Palacio de Mármol de San Petersburgo. El aire salado del mar y la humedad han oscurecido los colores del cuadro, de modo que el efecto actual del mismo ya no corresponde a su estado original. Después de la revolución de Octubre, la obra pasó a formar parte de la colección de la Academia Rusa de Historia y Arte Material y fue trasladada al Museo Ruso en 1928. Allí se exhibe en la sala 25 del palacio Mijailovski, donde también se encuentran otras obras de Kuindzhi.